# کتیبه‌دوزی
کتیبه دوزی نوعی دوخت است که در آن طرح‌هایی از آیات، اسامی امامان ۱۲ گانه شیعه و اشعار به شیوه خطوط ثلث، مثنی، معما، طغری، شبه طغری، تسلسلی یا دیوانی، سایر خطوط تفنن یا نستعلیق با قلم دانگ بالا با استفاده از نخ‌های سرمه، ملیله، نقده یا گلابتون دوخته می‌شود.
در کتیبه دوزی از دوخت‌های ساتن‌دوزی و ده‌یک دوزی استفاده می‌گردد و معمولاً زیر دوخت را با مقوا یا دوخت‌هایی مثل بخیه روی هم، پنبه‌دوزی یا فتیله‌دوزی برجسته می‌نمایند. نوع نخ استفاده شده در کتیبه‌دوزی نخ گلابتون، نقده و سرمه است. موارد مصرف کتیبه‌دوزی بیشتر در پرده‌ها، روکش قبرها، تابلوها، تزئین روی لباس‌ها، سفره‌ها، رومیزی‌ها و ... می‌باشد.